# Meadville, Pennsylvania
Meadville este un oraș în comitatul Crawford, statul Pennsylvania, SUA. Orașul se află amplasat la 40 de mile de Erie, Pennsylvania. El a fost prima așezare permanentă în nord-vestul statului Pennsylvania. Populația la recensământul din 2000  a fost de 13.685 locuitori.

## Personalități marcante
- Charles Homer Haskins, istoric
- Todd Holland, producător de film
- Carl Hovde (1926–2009), profesor la Universitatea Columbia
- Raymond P. Shafer, guvernator al statului Pennsylvania
- Meghan Allen, model Playboy
- Sharon Stone, actriță
- Henry Baldwin, judecător la curtea supremă
- John Joseph Bittner, genetician
- Todd Erdos, baschetbalist
- Lynn Jones, baschetbalist
- Jay Tessmer, baschetbalist
- Vicki Van Meter, copil, pilot de record